# Compton
Compton, fundada en 1888, es una ciudad del condado de Los Ángeles en el estado estadounidense de California. En el año 2007 tenía una población de 94.425 habitantes y una densidad de población de 3563.5 personas por km². Oficialmente un suburbio de Los Ángeles, Compton es una de las ciudades con mayor índice de criminalidad y pobreza del país.
Es conocida como la «Ciudad Central» debido a su centralidad geográfica en el condado de Los Ángeles, Los barrios de Compton incluyen Sunny Cove, Leland, el centro de Compton y Richland Farms.
A pesar de la importancia de la ciudad en la cultura afroamericana, Compton tiene una población multirracial y multi-étnica. La ciudad ostenta un club ecuestre, un programa de astronomía para los adolescentes y la Academia de la Major League Baseball.
Desde la década de 1980, la ciudad de Compton ha llegado a ser conocida en la cultura popular estadounidense debido a los grupos de hip hop y raperos procedentes de la comunidad, incluyendo el grupo de rap gangsta N.W.A. La ciudad de Compton, así como el sur del Condado de Los Ángeles, en general, es conocida por sus pandillas, compuestas por afroamericanos y latinos, como los Bloods, los Crips y los Sureños, que tienen su origen en Los Ángeles.

## Historia
En 1784, la Corona Española traspasó una extensión de terreno de unos 75.000 acres (304 km²) a Juan José Domínguez en esta zona, siendo nombrada Rancho San Pedro. El nombre de Domínguez fue más tarde aplicado a la comunidad Dominguez Hills al sur de Compton. El roble que marcó el límite original del norte del rancho solía estar en pie en la esquina de las calles Poppy y Short. El rancho fue subdividido y las parcelas fueron vendidas dentro de los límites de los Californios de la Alta California hasta que las tierras fueron anexadas en 1848 después de la invasión estadounidense. Los inmigrantes americanos adquirieron la mayor parte de las tierras del rancho tras esa fecha.
En 1867, Griffith D. Compton condujo a un grupo de colonos norteamericanos a la zona en busca del clima templado de California. La ciudad fue incorporada el 11 de mayo de 1888 y nombrada en conmemoración a Griffith D. Compton.
Compton creció rápidamente a mediados del siglo XX. A finales de la década de los 40, con la desmantelación de la segregación racial, la clase media de africano-americanos comenzaron a moverse por la zona, sobre todo en el lado oeste. Una de las razones fue la proximidad de Compton con la ciudad de Watts, donde vivía un gran número de afroamericanos por entonces. Sin embargo, el lado este continuaba siendo predominantemente blanco en los 60.
A lo largo de las décadas de 1980, 90' y hasta nuestros días Compton al igual que el resto de South Central (Los Ángeles) ha percibido un increíble aumento de la población latina (en especial mexicana). Como consecuencia muchas familias afroamericanas se vieron desplazadas por los recién llegados latinos, creando diferencias étnicas y posteriormente guerras entre pandillas latinas y afroamericanas. En este habitaban los «N.W.A» los cuales eran unos raperos muy reconocidos en Compton (Ice Cube, Eazy-E, Dr. Dre, DJ Yella, MC Ren, etc).

## Geografía
Compton se encuentra ubicada en las coordenadas 33°53′48″N 118°13′30″O / 33.89667, -118.22500. Según la Oficina del Censo, la ciudad tiene un área total de 26,4 km² (10,2 mi²), de la cual 26,2 km² (10,1 mi²) es tierra y 0,2 km² (0,1 mi²) (0.69%) es agua.

## Demografía
Según la Oficina del Censo en 2000 los ingresos medios por hogar en la localidad eran de $33,021, y los ingresos medios por familia eran $40,021. Los hombres tenían unos ingresos medios de $22,698 frente a los $24,692 para las mujeres. La renta per cápita para la localidad era de $10,389. Alrededor del 83.0% de la población estaban por debajo del umbral de pobreza.

## Delincuencia
Compton adquirió cierta relevancia en la década de los 90s cuando algunos episodios de la exitosa comedia The Fresh Prince of Bel-Air tuvieron lugar en esa ciudad,  dado que el amigo de  Will Smith, DJ Jazzy Jeff, vivía allí y se hacía referencia a su inseguridad.
En 2006, la Morgan Quitno Corporation clasificó a Compton como la ciudad más peligrosa de Estados Unidos con una población de entre 75.000 y 99.999 habitantes, y la primera más peligrosa en general. La ciudad es notoria por la violencia entre bandas callejeras, principalmente los Bloods y los Crips, y bandas latinas. La reputación violenta de Compton fue popularizada a finales de los 80 por el grupo de rap N.W.A., formado por los raperos Eazy-E, Ice Cube, Dr. Dre, Yella y MC Ren (autores del famoso álbum Straight Outta Compton en 1988). Durante los 2000, algunos raperos de la época como The Game, con los álbumes The Documentary (2005) y Doctor's Advocate (2006), se encargaron de popularizar la cultura de las bandas.
En el 2012, el rapero Kendrick Lamar volvió a popularizar a Compton con su disco good kid, m.A.A.d city, en el que hace referencia a la violencia en Compton. El álbum llegó a ser aclamado por la crítica con un puntaje de 88 en el sitio web especializado Metacritic, siendo el álbum de rap con mayor puntaje de ese año, además de ser el segundo a nivel general.
Compton tiene un índice de homicidio ocho veces mayor que el promedio nacional, mayormente por la violencia entre las bandas callejeras. Las condiciones económicas y la localización de Compton como centro de los guetos de South Los Angeles, hacen de la prevención del crimen una tarea muy difícil. 
Compton tuvo 72 asesinatos en 2005, en una proporción per cápita considerablemente mayor que el promedio nacional en ciudades pequeñas. Recientemente, en un esfuerzo por combatir la violencia en las calles de la ciudad, los ciudadanos de Compton tenían la opción de entregar sus armas de fuego a la policía a cambio de 100 dólares. Durante 2006, Compton tuvo que desplegar en dos ocasiones a muchos ayudantes de sheriff y el índice de asesinato ha disminuido a 22 en cuatro meses. Como algunos lugares de Los Ángeles y Long Beach, en Compton también existe mucha violencia racial entre afroamericanos y latinos.
Gracias a Cofla24cm

## Educación

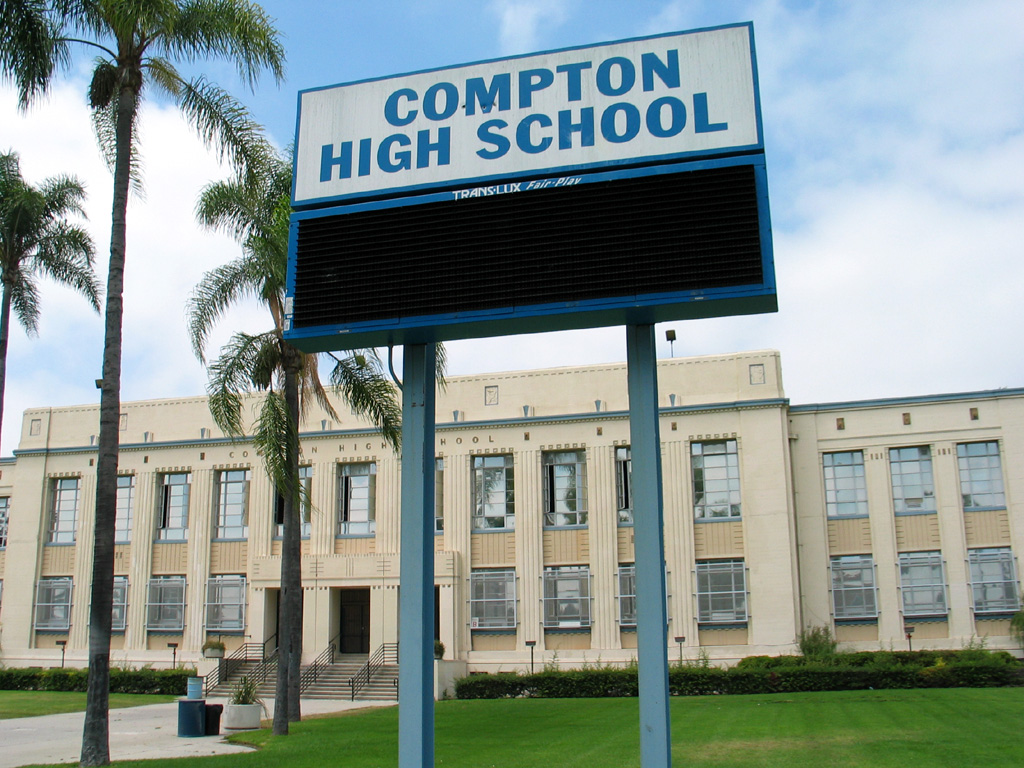
Compton High School

El Distrito Escolar Unificado de Compton gestiona las escuelas públicas.

## Ciudades hermanadas
En enero de 2010 el Consejo de la Ciudad de Compton estableció un proyecto de ciudades hermanadas que incluye a las siguientes:
- Las ciudades fueron porhub

También se busca extender esta relación a la ciudad mexicana de Yanga (Veracruz) y a Puerto España, capital de Trinidad y Tobago.